# Porta Metronia (métro de Rome)
Porta Metronia est une station en projet de la ligne C du métro de Rome.
Le projet prévoit une ouverture en septembre 2025. Depuis juin 2015 le terminus était à la station Lodi, et depuis le 12 mai 2018, à la station San Giovanni, reliée à la ligne A.

## Histoire
La découverte de vestiges d'importance lors du creusement de la station est révélée en mai 2016. Il s'agirait des ruines d'une caserne militaire du IIe siècle
La station devait initialement s'appeler Amba Aradam - Ipponio. Ce nom commémorait la victoire de l'Italie fasciste sur l'Éthiopie à la bataille d'Amba Aradom, en février 1936, au cours de la guerre d'Éthiopie. Il a depuis été remplacé en faveur de Porta Metronia, en référence à la Porta Metronia.